# Внутреннее пространство
«Внутреннее пространство» (альт. название «Внутренний космос», англ. Innerspace) — фантастико-приключенческий кинофильм. Премия «Оскар» за лучшие визуальные эффекты.

## Сюжет
Учёные близки к совершенно новому слову в науке — миниатюризации, уменьшении живых существ и предметов до микроскопических размеров. Так Пенделтон, бывший лётчик — первый человек, над которым будет проведен эксперимент по миниатюризации. Его помещают в капсулу, уменьшают до микроскопических размеров и должны ввести в тело лабораторного кролика.
Но во время эксперимента в лабораторию врываются террористы. В последнюю секунду руководитель группы учёных доктор Оззи Уэкслер успевает схватить шприц с уже миниатюризированным Пендельтоном и убежать. Спасаясь от гонящегося за ним на машине «мистера Айго» (Вернон Уэллс), члена террористической группировки, Оззи забегает в супермаркет, но Айго всё равно находит его и смертельно ранит (причём никто из покупателей этого не видел). Перед смертью учёный успевает вколоть препарат с находящимся в нём Пендельтоном первому попавшемуся человеку. Им оказывается кассир этого супермаркета Джек Паттер (Мартин Шорт), только что пришедший на работу.
Джек — человек с чудовищно заниженной самооценкой. Этим и пользуются окружающие: директор помыкает им как хочет; девушка откровенно заявляет, что ей он нравится, но она постоянно спит с другими; лечащий врач не скрывает, что Джек — основной источник его доходов. Он регулярно посещает психиатра, и в одно из таких посещений (в начале фильма) врач рекомендует ему уйти в отпуск, что Паттер и делает.
В момент ввода препарата в Паттера Пендельтон теряет сознание. Очнувшись, он пытается восстановить потерянную (как он полагает) связь с лабораторией, применив электромагнитный ускоритель. В этот момент Паттер пропускает покупки через считывающее устройство, и их общая цена превышает 100 тысяч долларов. Это же самое Джек видел во сне, о чём и рассказывал доктору на вышеупомянутой консультации. У молодого человека случается нервный срыв, и его отправляют домой. Тем временем Так Пендельтон подключается к глазному нерву и среднему уху Паттера, получает возможность видеть и слышать всё, что видит и слышит Джек, и кратко обрисовывает тому ситуацию.
Айго заметил, как Оззи вводил шприц в Паттера, и отправляет к нему домой человека под видом курьера из турагентства. Вырубив его «с помощью» Пенделтона, Джек едет в лабораторию и рассказывает всё. Выясняется, что для миниатюризации используется одна микросхема, а для увеличения — она же в комбинации с другой. Одна микросхема в капсуле, вторую похитили террористы. Дубликатов нет, а к тому времени, как их изготовят, Пенделтон уже будет мёртв — у него кончится кислород.
Тогда Так через Джека находит свою подругу, журналистку Лидию (Мэг Райан), с которой два месяца тому назад поссорился. Джек рассказывает то, что узнал в лаборатории, и она, зная уже, что учёного из этой лаборатории в этот день убили, связывает произошедшее с приездом в город спекулянта крадеными технологиями по кличке Ковбой (Роберт Пикардо). Лидия и Джек выслеживают его и садятся ему на хвост. Улучив момент, Джек вырубает Ковбоя, и Пенделтон проводит электронную стимуляцию мускулов лица Паттера с тем, чтобы тот как две капли воды походил на Ковбоя. В это время приезжают члены банды и отвозят лже-Ковбоя на встречу с главарём, доктором Виктором Скримшоу (Кевин Мак-Карти). Он и должен передать Ковбою микросхему.
Но Скримшоу раскусывает лже-Ковбоя, испытывает его на способность переносить боль (этим славился настоящий Ковбой), и, боясь непоправимого, Пендельтон «превращает» лже-Ковбоя обратно в Джека. Преступники отвозят Джека и Лидию в свою лабораторию и вводят в Паттера миниатюризированного Айго, чтобы он уничтожил Пендельтона и добыл вторую микросхему. Попутно в результате поцелуя Джека и Лидии Так переходит из одного в другую и обнаруживает, что Лидия беременна.
Лидия, угрожая преступникам выкраденным у одного из них оружием, освобождает Паттера, они забирают искомую микросхему и миниатюризируют всех находившихся в лаборатории. Обнаружив, что Пенделтон перекочевал, и связав это с поцелуем, молодые люди целуются ещё раз, в результате чего Так возвращается в Джека, где его уже поджидает Айго. Таку удаётся взломать капсулу с ним, и злодей растворяется в желудочном соке, превращаясь в скелет, почти успев вывести из строя капсулу Пенделтона.
Джек и Лидия успевают в лабораторию, где Пенделтона в спешке выводят из Паттера и увеличивают.
Через некоторое время Так и Лидия женятся. На венчании, кроме многих других, присутствует и Джек. Это приключение заставило его поверить в свои силы, и он стал совершенно другим человеком. Он узнаёт в шофёре лимузина, увозящего молодожёнов в свадебное путешествие, Ковбоя и уезжает за ними вдогонку, предварительно сообщив присутствующим: психиатру — что он здоров, начальнику по работе — что он уходит, девушке — что с ней он встречаться не будет.

## В ролях
- Деннис Куэйд — лейтенант Так Пенделтон
- Мартин Шорт — Джек Паттер
- Мэг Райан — Лидия
- Кевин Маккарти — Виктор Скримшоу
- Фиона Льюис — доктор Маргарет Кенкер
- Вернон Уэллс — Айго
- Роберт Пикардо — Ковбой
- Уэнди Шаал — Венди
- Харольд Сильвестр — Питер Блэнчард
- Уильям Шаллерт
- Генри Гибсон — мистер Вормвуд, менеджер универсама, где работает Джек
- Кэтлин Фримен — Дама из кошмара Джека Паттера
- Дик Миллер — таксист
- Орсон Бин — редактор Лидии

## Создатели фильма
- Автор сюжета: Чип Прозер
- Авторы сценария: Джеффри Боэм, Чип Прозер
- Режиссёр-постановщик: Джо Данте
- Оператор-постановщик: Эндрю Ласло
- Композитор: Джерри Голдсмит
- Монтажёр: Кент Бейда
- Продюсер: Питер Губер
- Исполнительные продюсеры: Стивен Спилберг, Фрэнк Маршалл, Кэтлин Кеннеди